# Mathieu Orcel
Pour les articles homonymes, voir Orcel.
 (janvier 2019).
Mathieu Orcel est un réalisateur, producteur et scénariste français, né en 1977  à Versailles. 
Ayant habité pendant 17 années en Argentine (2001 - 2018), il y a établi une notoriété notamment en tant qu'auteur-réalisateur et producteur exécutif. Il compte au nombre de ses productions trois longs-métrages documentaires primés, ainsi que des réalisations télévisuelles telles que Les Routes de l'impossible (France 5) en Argentine, au Nicaragua et au Paraguay, La Disparition de Marita Veron (coproduction Planète+ et Canal Encuentro), et une série de films pour AJ+, Arte, M6, Canal+, la BBC. 
En 2018, il décide de partager sa vie entre l'Argentine et sa région natale, la Bourgogne.

## Biographie

### Enfance
Mathieu Orcel est né à Versailles. Il passe son enfance à Maurepas[Lequel ?], au côté de ses parents.
Après avoir obtenu son baccalauréat, il étudie la philosophie à l'Université Paris I Panthéon Sorbonne. 
Issu du documentaire anthropologique, il s'installe en Argentine en 2001 pour tourner son premier film d'immersion : Para los pobres piedras (I.N.C.A.A. / Sombracine).
En 2009, il y fonde sa société de production, Kôn Sud, et sa situation privilégiée entre l'Europe et l'Amérique lui permet de produire des films documentaires, des séries et des grands reportages dans plusieurs pays d'Amérique du Sud pour des diffuseurs français, américains et sud-américains tels qu'Arte, Canal+, Al Jazeera English, AJ+, M6, W9, NRJ 12, Agence CAPA, Planète+, Tony Comiti Productions, Banijay Productions, Canal Encuentro, TDA ou TV Pública.

## Filmographie

### Réalisateur

#### Films documentaires
- 2001 : Bolivia, Donde Estas ?
- 2004 : Huinca Huerquen, le messager blanc
- 2007 : Un pequeño mundo azul
- 2007 : Sil Sil[7]
- 2010 : Moteur/Police/Action (TV Keufs)
- 2010 : Les Mapurbes
- 2011 : Salida de Emergencia[8],[9]
- 2011 : Hors jeu
- 2011 : La Parenthèse Universelle
- 2011 : Para los pobres piedras[4],[10]
- 2012 : De la pampa à la bombonera
- 2014 : El Último Pasajero - La Verdadera Historia[11],[12]
- 2014 : Le dossier Goering
- 2015 : Cannabis country
- 2015 : El Caso Marita Verón
- 2016 : Salta : La Loi du silence[13]
- 2016 : Les Routes de l'impossible : Argentine[14]
- 2017 : Messi
- 2017 : O Guga
- 2017 : Le Doc du dimanche
- 2017 : Les Routes de l'impossible : Paraguay[15]
- 2017 : Les Routes de l'impossible : Nicaragua[16]
- 2018 : El Ùltimo Viaje[17],[18],[19]

### Producteur exécutif
- 2008 : Carnet de route en Patagonie
- 2011 : La Mort Low Cost
- 2012 : Pepe Presidente
- 2013 : Villa 21
- 2013 : Faut pas rêver Argentine[20]
- 2015 : Les Anges 7
- 2015 : Caméléon Argentine
- 2015 : Sur les toits des villes[21]
- 2017 : Les Marseillais South America
- 2018 : Captation ONPT Teatro Colón

## Distinctions et Prix
- El Ultimo Viaje : Prix du Public, Meilleur Documentaire de la Compétition au Festival Internacional de Cine de las Alturas[réf. nécessaire]
- El Caso Marita Verón : Gagnant de la Convention de Co-production Internationale Incaa - Educ.ar - Cappa[réf. nécessaire]
- Huinoy : Prix Transmedia de la DAC au Marché du film de Cannes et Ventana Sur[22]
- Salida de Emergencia : Prix AFSCA Construyendo Ciudadania[8] à Télévision publique Argentine[23]
- Salida de Emergencia : Meilleur long-métrage et Meilleur Réalisateur au Festival Liberciné Buenos Aires[24]